# SYNK : PARALLEL LINE
《2024-25 aespa LIVE TOUR "SYNK : PARALLEL LINE"》은 한국의 걸그룹 aespa의 두 번째 콘서트 투어이다.

## 개요
2024년 4월 11일, SM 엔터테인먼트는 에스파의 두 번째 단독 콘서트 일정을 발표하였으며, 2회에 걸쳐 열리는 서울 공연의 티켓 예매를 5월 3일부터 팬클럽 선행 예매가, 뒤이어 일반 예매가 멜론티켓을 통해 진행되었다. 에스파는 이 투어를 통해 양일간 1만여명의 누적 관객을 기록하였다.

## JAPAN SPECIAL EDITION
앞서 오픈된 일본 아레나 투어의 전석 매진에 힘입어 4월 11일, 일본 공식 홈페이지 및 SNS를 통해 8월 17일, 18일까지 양일간의 도쿄 돔에서의 SPECIAL EDITION 개최를 선언하였다. 에스파는 10회에 걸친 일본 투어를 통해 약 20만명의 누적 관객을 기록하였다.

## ENCORE
2025년 1월 9일, 공식 SNS와 Weverse를 통해 월드 투어의 대미를 장식하는 2일 간의 국내 투어 일정을 공지하였고 6일 뒤인 15일에 팬클럽 선행 예매가 17일에는 일반 예매가 인터파크를 통해 진행되었다. 기존의 구성에 5번째 미니앨범 〈Whiplash〉의 수록곡들을 배치한 구성의 앙코르 콘서트 개념의 피날레 공연으로 에스파는 9개월간에 걸친 총 43회의 월드 투어를 통해 약 52만여명의 누적 관객을 기록하였다.

## 투어 일정
| 날짜            | 도시         | 국가           | 장소                                                | 관객 동원     |
| 아시아          | 아시아       | 아시아         | 아시아                                              | 아시아        |
| --------------- | ------------ | -------------- | --------------------------------------------------- | ------------- |
| 2024년 6월 29일 | 서울         | 대한민국       | 잠실실내체육관                                      | 통산 11,000명 |
| 2024년 6월 30일 | 서울         | 대한민국       | 잠실실내체육관                                      | 통산 11,000명 |
| 2024년 7월 6일  | 복강         | 일본           | 마린 멧세 후쿠오카 A관                              | 12,000명      |
| 2024년 7월 10일 | 애지현       | 일본           | 아이치 스카이 엑스포 전시 홀 A                      | 통산 18,000명 |
| 2024년 7월 11일 | 애지현       | 일본           | 아이치 스카이 엑스포 전시 홀 A                      | 통산 18,000명 |
| 2024년 7월 14일 | 기옥         | 일본           | 사이타마 슈퍼 아레나                                | 통산 44,000명 |
| 2024년 7월 15일 | 기옥         | 일본           | 사이타마 슈퍼 아레나                                | 통산 44,000명 |
| 2024년 7월 20일 | 싱가포르     | 싱가포르       | 싱가포르 인도어 스타디움                            | 10,000명      |
| 2024년 7월 27일 | 대판         | 일본           | 아슈 아레나                                         | 통산 26,000명 |
| 2024년 7월 28일 | 대판         | 일본           | 아슈 아레나                                         | 통산 26,000명 |
| 2024년 7월 30일 | 복강         | 일본           | 마린 멧세 후쿠오카 B관                              | 통산 20,000명 |
| 2024년 7월 31일 | 복강         | 일본           | 마린 멧세 후쿠오카 B관                              | 통산 20,000명 |
| 2024년 8월 3일  | 홍콩         | 홍콩           | 아시아 월드 엑스포 홀 10                            | 통산 10,000명 |
| 2024년 8월 4일  | 홍콩         | 홍콩           | 아시아 월드 엑스포 홀 10                            | 통산 10,000명 |
| 2024년 8월 9일  | 타이베이     | 대만           | NTSU 아레나                                         | 통산 25,000명 |
| 2024년 8월 10일 | 타이베이     | 대만           | NTSU 아레나                                         | 통산 25,000명 |
| 2024년 8월 11일 | 타이베이     | 대만           | NTSU 아레나                                         | 통산 25,000명 |
| 2024년 8월 17일 | 동경         | 일본           | 도쿄 돔(SPECIAL EDITION)                            | 통산 94,000명 |
| 2024년 8월 18일 | 동경         | 일본           | 도쿄 돔(SPECIAL EDITION)                            | 통산 94,000명 |
| 2024년 8월 24일 | 자카르타     | 인도네시아     | 비치 시티 인터네셔널 스타디움                       | 6,000명       |
| 오세아니아      |              |                |                                                     |               |
| 2024년 8월 30일 | 시드니       | 오스트레일리아 | 쿠도스 뱅크 아레나                                  | 통산 20,000명 |
| 2024년 8월 31일 | 시드니       | 오스트레일리아 | 쿠도스 뱅크 아레나                                  | 통산 20,000명 |
| 2024년 9월 2일  | 멜버른       | 오스트레일리아 | 로드 레이버 아레나                                  | 12,000명      |
| 아시아          |              |                |                                                     |               |
| 2024년 9월 21일 | 마카오       | 마카오         | 스튜디오 시티 이벤트 센터                           | 통산 12,000명 |
| 2024년 9월 22일 | 마카오       | 마카오         | 스튜디오 시티 이벤트 센터                           | 통산 12,000명 |
| 2024년 9월 28일 | 방콕         | 태국           | 임팩트 아레나 무앙 통 타니                          | 통산 20,000명 |
| 2024년 9월 29일 | 방콕         | 태국           | 임팩트 아레나 무앙 통 타니                          | 통산 20,000명 |
| 북아메리카      |              |                |                                                     |               |
| 2025년 1월 28일 | 켄트         | 미국           | 엑세소 쇼웨어 센터                                  | 10,000명      |
| 2025년 1월 30일 | 오클랜드     | 미국           | 오클랜드 아레나                                     | 13,000명      |
| 2025년 2월 1일  | 잉글우드     | 미국           | KIA 포럼                                            | 12,000명      |
| 2025년 2월 4일  | 멕시코시티   | 멕시코         | 팔라시오 데 로스 데스포르테스                       | 16,000명      |
| 2025년 2월 6일  | 올랜도       | 미국           | KIA 센터                                            | 10,000명      |
| 2025년 2월 8일  | 뉴어크       | 미국           | 프루덴셜 센터                                       | 10,000명      |
| 2025년 2월 11일 | 샬럿         | 미국           | 스펙트럼 센터                                       | 10,000명      |
| 2025년 2월 13일 | 토론토       | 캐나다         | 스코샤뱅크 아레나                                   | 11,000명      |
| 2025년 2월 15일 | 시카고       | 미국           | 유나이티드 센터                                     | 12,000명      |
| 유럽            |              |                |                                                     |               |
| 2025년 3월 2일  | 런던         | 영국           | 웸블리 아레나                                       | 12,000명      |
| 2025년 3월 4일  | 파리         | 프랑스         | 제니스 파리 라빌레트                                | 7,000명       |
| 2025년 3월 6일  | 암스테르담   | 네덜란드       | AFAS 라이브                                         | 6,000명       |
| 2025년 3월 9일  | 프랑크푸르트 | 독일           | 센테니얼 홀                                         | 4,000명       |
| 2025년 3월 12일 | 마드리드     | 스페인         | 팔라시오 데 데포르테스 데 라 코무니다드 데 마드리드 | 12,000명      |
| 아시아          |              |                |                                                     |               |
| 2025년 3월 15일 | 서울         | 대한민국       | 올림픽체조경기장(앙코르)                            | 통산 20,000명 |
| 2025년 3월 16일 | 서울         | 대한민국       | 올림픽체조경기장(앙코르)                            | 통산 20,000명 |

## 세트 리스트
- Opening VCR -
- Drama
- Black Mamba
- Salty & Sweet

- VCR #2 -
- Supernova
- Mine
- 도깨비불 (Illusion)

- Ment -
- Thirsty
- Prologue
- Long Chat (#♥)

- VCR #3 -
- Dopamine (지젤 Solo)
- UP (카리나 Solo)
- Bored! (닝닝 Solo)
- Spark (윈터 Solo)

- VCR #4 -
- Spicy
- Licorice
- Hold On Tight

- Ment -
- 시대유감 (時代遺憾)
- Live My Life
- We Go

- VCR #5 -
- Trick or Trick
- Set The Tone
- Next Level
- Armageddon

- Encore VCR (Dance Challenge + You) -
- aenergy

- Ment -
- BAHAMA
- 목소리 (Melody)

- Opening VCR -
- Drama
- Black Mamba
- Salty & Sweet

- VCR #2 -
- Supernova
- Mine
- 도깨비불 (Illusion)

- Ment -
- Hot Mess
- Prologue
- Long Chat (#♥)

- VCR #3 -
- Dopamine (지젤 Solo)
- UP (카리나 Solo)28일 ~ 31일 제외
- Bored! (닝닝 Solo)
- Spark (윈터 Solo)

- VCR #4 -
- Sun And Moon
- Licorice
- Hold On Tight

- Ment -
- 시대유감 (時代遺憾)
- Live My Life
- We Go

- VCR #5 -
- Trick or Trick
- Set The Tone
- Next Level
- Armageddon

- Encore VCR (Dance Challenge + You) -
- aenergy

- Ment -
- BAHAMA
- 목소리 (Melody)

- Opening VCR -
- Drama
- Black Mamba
- Salty & Sweet
- Girls + Savage

- VCR #2 -
- Supernova
- Mine

- Ment -
- Sun And Moon
- Prologue
- Long Chat (#♥)

- VCR #3 -
- Dopamine (지젤 Solo)
- UP (카리나 Solo)
- Bored! (닝닝 Solo)
- Spark (윈터 Solo)

- VCR #4 -
- Hot Mess
- Licorice
- Hold On Tight
- ZOOM ZOOM

- Ment -
- Spicy
- YOLO
- Live My Life
- We Go

- VCR #5 -
- Trick or Trick
- Set The Tone
- Next Level
- Armageddon

- Encore -
- BAHAMA
- You

- Ment -
- 목소리 (Melody)

- Opening VCR -
- Drama
- Black Mamba
- Salty & Sweet

- VCR #2 -
- Supernova
- Mine

- Ment -
- Die Trying
- Flights, Not Feelings
- Better Things

- VCR #3 -
- Dopamine (지젤 Solo)
- UP (카리나 Solo)
- Bored! (닝닝 Solo)
- Spark (윈터 Solo)

- VCR #4 -
- Spicy
- Pink Hoodie
- Hold On Tight

- Ment -
- Live My Life
- We Go

- VCR #5 -
- Whiplash
- Set The Tone
- Next Level
- Armageddon

- Encore VCR (Dance Challenge + You) -
- aenergy
- Just Another Girl

- Ment -
- Life's Too Short

- Opening VCR -
- Drama
- Black Mamba
- Salty & Sweet
- aenergy

- VCR #2 -
- Mine
- Die Trying
- Flowers

- Ment -
- 자각몽 (Lucid Dream)
- Flights, Not Feelings
- Better Things

- VCR #3 -
- Dopamine (지젤 Solo)
- UP (카리나 Solo)
- Bored! (닝닝 Solo)
- Spark (윈터 Solo)

- VCR #4 -
- Supernova
- Pink Hoodie

- Ment -
- Hold On Tight
- Live My Life
- YEPPI YEPPI
- We Go

- VCR #5 -
- Whiplash
- Set The Tone
- Next Level
- Armageddon

- Encore VCR (Dance Challenge + You) -
- Just Another Girl

- Ment -
- 목소리 (Melody)

## 취소된 일정
| 일정           | 도시 | 국가 | 장소                   | 비고                               |
| -------------- | ---- | ---- | ---------------------- | ---------------------------------- |
| 2024년 7월 7일 | 복강 | 일본 | 마린 멧세 후쿠오카 A관 | 중일관계 악화를 우려한 정치적 사유 |

## 투어별 결원 목록
| 일정            | 불참 멤버 | 비고        |
| --------------- | --------- | ----------- |
| 2024년 7월 28일 | 카리나    | 컨디션 이상 |
| 2024년 7월 30일 | 카리나    | 컨디션 이상 |
| 2024년 7월 31일 | 카리나    | 컨디션 이상 |

## 관련 디스코그래피

### 포토북
| 종류   | 포토북 정보                                                                                 |
| ------ | ------------------------------------------------------------------------------------------- |
| 포토북 | 2024 aespa LIVE TOUR 《SYNK : PARALLEL LINE》 CONCERT PHOTO BOOK - 발매일 : 2025년 2월 21일 |

## 제작
- aespa (카리나, 지젤, 윈터, 닝닝)
- 주최, 주관 : SM 엔터테인먼트, LIVE NATION